# Таварткиладзе, Николай Тариелович
Николай Тариелович Таварткиладзе (груз. ნიკოლოზ ტარიელის ძე თავართქილაძე; 2 (15) сентября 1905 года, деревня Квенобании, Кутаисская губерния — 29 января 1989 года, Тбилиси) — советский военачальник, генерал-майор (27 ноября 1942).

## Начальная биография
Родился 2 (15) сентября 1905 года в деревне Квенобани Озургетского уезда Кутаисской губернии.

## Военная служба
В октябре 1921 года призван в ряды РККА и направлен на учёбу в Грузинскую объединённую военную школу в Тбилиси, будучи курсантом которой, в 1924 году принимал участие в боевых действиях по подавлению антисоветского восстания на территории Грузии. После окончания школы в ноябре 1927 года назначен на должность командира взвода в составе 7-го Кавказского, затем — в составе 1-го Кавказского стрелковых полков, а в январе 1929 года — на эту же должность в составе Отдельного инженерного батальона, после чего участвовал в боевых действиях против вооружённых формирований на территории Аджарии. В январе 1932 года назначен на должность командира взвода сапёров отдельной сапёрной роты (1-я Кавказская стрелковая дивизия).
После окончания курсов усовершенствования командного состава инженерных войск в Киеве с апреля 1933 года последовательно служил на должностях начальника инженерной службы в составе 3-го, 2-го и 4-го Грузинских стрелковых полков, а в октябре 1936 года — на должность командира роты боевого обеспечения 4-го Грузинского стрелкового полка. После окончания курсов по подготовке начсостава разведчиков в Тбилиси в ноябре 1937 года вернулся в 4-й Грузинский стрелковый полк, где был назначен на должность помощника начальника штаба.
В ноябре 1938 года назначен на должность помощника начальника штаба 132-го стрелкового полка (44-я стрелковая дивизия, Киевский военный округ), находясь на которой, после окончания курсов усовершенствования штабных командиров при Военной академии имени М. В. Фрунзе принимал участие в походе в Западную Украину, а затем в советско-финской войне.
В мае 1940 года назначен на должность начальника штаба 305-го стрелкового полка (44-я стрелковая дивизия), в марте 1941 года — на должность начальника 1-го отделения штаба, а в июне того же года — на должность начальника штаба 193-й стрелковой дивизии.

### Великая Отечественная война
С началом войны находился на прежней должности. 193-я стрелковая дивизия в составе 31-го стрелкового корпуса вела тяжёлые оборонительные боевые действия на Украине, отступая из района Луцка на восток и в конце августа попала в окружение в районе города Пирятин, из которого Н. Т. Таварткиладзе вышел в октябре и в ноябре 1941 года назначен на должность начальника штаба 124-й стрелковой дивизии. В июле 1942 года временно исполнял должность командира этой же дивизии. В августе того же года назначен на должность командира 76-й стрелковой дивизии, которая принимала участие в оборонительных и наступательных боевых действиях в ходе Сталинградской битвы. За мужество и героизм личного состава в тяжёлых оборонительных боевых действиях и за завоевание плацдарма на правом берегу Дон дивизия 23 ноября 1942 года была преобразована в 51-ю гвардейскую. 27 ноября дивизия переправилась на левый берег Дона в районе города Калач-на-Дону, после чего в составе 21-й армии принимала участие в наступательных боевых действиях северо-западнее Сталинграда, первой из соединений армии вошла в город и к 26 января 1943 года вышла на соединение с 13-й гвардейской стрелковой дивизией под командованием А. И. Родимцева. С 5 июля 1943 года дивизия участвовала в Курской битве.
21 июля 1943 года Н. Т. Таварткиладзе назначен на должность командира 23-го гвардейского стрелкового корпуса, который вскоре принимал участие в боевых действиях в ходе Белгородско-Харьковской наступательной операции, в разгроме борисовской группировки противника и освобождении Полтавы. С ноября того же года корпус действовал северо-западнее города Невель.
В апреле 1944 года направлен на учёбу на ускоренный курс при Высшей военной академии имени К. Е. Ворошилова, после окончания которого в апреле 1945 года назначен на должность командира 50-го стрелкового корпуса, принимавшего участие в боевых действиях в ходе Братиславско-Брновской и Пражской наступательных операций.

### Послевоенная карьера
После окончания войны находился на прежней должности.
В июле 1945 года корпус был расформирован, после чего находился в распоряжении сначала Военного совета Центральной группы войск, затем Главного управления кадров НКО СССР и в декабре того же года назначен на должность командира 13-го стрелкового корпуса (Тбилисский военный округ), в сентябре 1946 года — на должность командира 104-й гвардейской воздушно-десантной дивизии, в апреле 1949 года — на должность командира сначала 8-го гвардейского, а в феврале 1950 года — на должность командира 39-го гвардейского воздушно-десантных корпусов.
В январе 1954 года направлен на учёбу на Высшие академические курсы при Высшей военной академии имени К. Е. Ворошилова, после окончания которых в ноябре того же года назначен на должность командира Харьковского корпуса ПВО. 
В июне 1955 года был отстранён от занимаемой должности и в июле того же года вышел в запас в звании генерал-майора. 
Умер 29 января 1989 года в Тбилиси. Похоронен на Сабурталинском кладбище.

## Награды
- Орден Ленина;
- Три ордена Красного Знамени;
- Орден Суворова 2 степени;
- Орден Отечественной войны 1 степени;
- Орден Красной Звезды;
- Медали;
- Иностранный орден.

- Почётный гражданин Калача-на-Дону (1971)[4].

## Книги
- Н. Т. Таварткиладзе. Были такие дни / Пер. с груз. Б. Абуладзе и Н. Мерабишвили. — Тбилиси: Мерани, 1971. — 219 с.